# Mervin Manufacturing
«Mervin Manufacturing» — американский производитель сноубордов. Компания является родительской для «Liberace Technologies Snowboards» (также известной как «Lib Tech»), «Gnu Snowboards», «Roxy Snowboards», «Lib Tech Skateboards» и «Bent Metal». В середине 1990-х компания являлась OEM-поставщиком, например, «The Movement Snowboards» и бренда «Canada’s Luxury».
Компания была приобретена компанией «Quiksilver» в конце 1990-х. После приобретения продолжилась традиция производства зимнего спортивного инвентаря из пластика, стеклопластика, металла и дерева. Основатели компании продолжают занимать должности высшего руководства и делают упор на том факте, что их сноуборды производятся возле Канады людьми, которые сами являются сноубордистами.

## Внешние ссылки
- Официальный сайт (рус.)
- Mervin Manufacturing U.S.A. (англ.)
- GNU Snowboards website (англ.)
- Lib Tech website (англ.)
- Roxy Snowboards website (англ.)